# Nhà thờ chính tòa Sigüenza

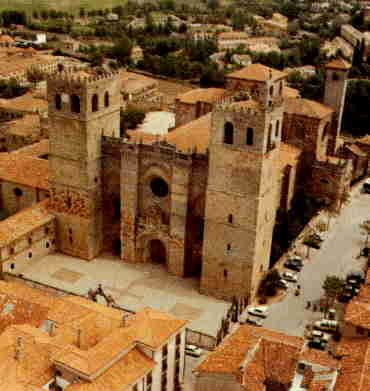
Nhà thờ chính tòaSigüenza.

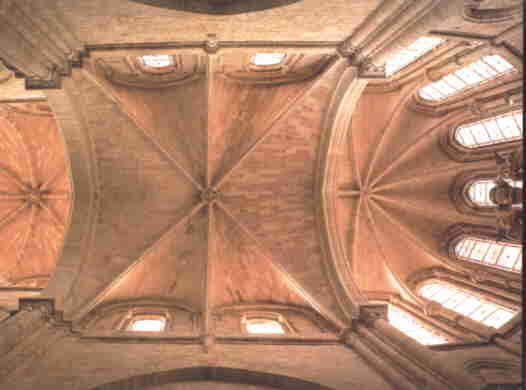
Vaults of the presbytery and the transept.

Nhà thờ chính tòaSigüenza (Catedral de Santa María de Sigüenza) là trung tâm của giáo hội công giáo Roma Sigüenza-Guadalajara, ở Guadalajara, Tây Ban Nha. Nó được công nhận là Bien de Interés Cultural năm 1931. Nhà thờ có kiến trúc Roman và Gothic.